# ثيلما ألبير
ثيلما ألبير (بالإنجليزية: Thelma Alper)‏ هي عالمة نفس وطبيبة أمريكية، ولدت في 24 يوليو 1908 في تشيلسي في الولايات المتحدة، وتوفيت في 30 يوليو 1988.